# Chironemidae
Famille
Les Chironemidae sont une famille de poissons marins de l'ordre des Perciformes qui est représentée par deux genres et six espèces.

## Liste des genres
- Chironemus Cuvier, 1829 — (5 espèces)
- Threpterius Richardson, 1850 — (1 espèce)